# Embalse de Cueva Foradada
El embalse de Cueva Foradada recoge las aguas del río Martín. Tiene una capacidad de 22.08 hm³. El embalse pertenece a la Confederación Hidrográfica del Ebro (CHE).
Se sitúa en la comarca de Andorra-Sierra de Arcos, en la provincia de Teruel de la región de Aragón (España), dentro del entorno natural del Parque Cultural del Río Martín (declarado en 1998 Patrimonio Mundial dentro del conjunto del arte rupestre del arco mediterráneo de la península ibérica).
Una impresionante foz abierta en la sierra de los Moros, fue el lugar escogido a principios del siglo XX para construir la presa, alcanzable desde su base gracias a una escalinata con 272 escalones. La lámina de agua se extiende desde Oliete hasta Alcaine.

## Presa
La presa es de tipo gravedad y planta circular. Fue construida entre los años 1903 y 1927.
Tiene 112.60 m de longitud de coronación. Presenta un aliviadero de 1 vano de 110 m y 1 desagüe de fondo. Su altura sobre los cimientos es de 65 m.

## Fauna
En las orillas del embalse se puede encontrar fauna abundante como buitres, águilas o cabras montesas.